# Панькино (Марий Эл)
Панькино (мар. Панькан) — деревня в Горномарийском районе Марий Эл Российской Федерации. Входит в состав Емешевского сельского поселения.
Численность населения — 164 чел. (2015 год).

## География
Располагается в 2,5 км от административного центра сельского поселения — села Емешево.

## История
В XVI—XVIII веках деревня относилась к Акпарсовой сотне.
В списках населённых мест Казанской губернии 1859 года упоминается под официальным названием деревня «Алмандаева», в просторечии — «Панькина».

## Население
| 1859 | 2002 | 2010 | 2013 | 2014 | 2015 |
| ---- | ---- | ---- | ---- | ---- | ---- |
| 219  | ↘166 | ↘161 | ↗165 | ↗167 | ↘164 |